# Aglaja Schmid
Aglaja Schmid (* 9. August 1926 in Scheibbs, Niederösterreich; † 16. Dezember 2003 in Wien) war eine österreichische Schauspielerin.

## Leben und Wirken
Die Elevin des Max-Reinhardt-Seminars in Wien fand ihre künstlerische Heimat in der österreichischen Hauptstadt. Hier erhielt sie 1945 ihr erstes Engagement am Theater in der Josefstadt, wo sie bis 1954 blieb. Zu ihren Rollen gehörten Carol in Die Zeit und die Conways und Helene Altenwyl in Der Schwierige.
1954 bis 1956 gastierte sie in Berlin. Sie spielte in diesem Zeitraum an der Freien Volksbühne erneut Helene Altenwyl, ferner Christine in Arthur Schnitzlers Liebelei und die Titelrolle in Goethes Stella, am Schlossparktheater Agnes in Molières Die Schule der Frauen, Gouvernante in Anouilhs Die Schule der Väter, Mademoiselle Supo in der deutschen Erstaufführung von Anouilhs Ornifle oder der erzürnte Himmel und am Schillertheater Elisabeth in Schillers Don Carlos. Von 1956 bis 1989 gehörte Schmid dem Ensemble des Wiener Burgtheaters an. Rollen hier waren Olivia in Was ihr wollt, Beatrice in Viel Lärm um nichts, Edrita in Weh dem, der lügt, die Titelrolle in Emilia Galotti und in Maria Stuart, Thekla in Wallenstein, Alkmene in Amphitryon, Genia Hofreiter in Das weite Land, Crescence in Der Schwierige und Mutter in Geschichten aus dem Wiener Wald
Bei den Salzburger Festspielen verkörperte sie 1960 Dona Angela in Calderóns Dame Kobold, 1961 bis 1963 Gretchen in Faust I, 1963 bis 1965 Una Poenitentium/Gretchen in Faust II und 1973 bis 1977 die Guten Werke in Jedermann.
Am Schauspielhaus Hamburg spielte sie 1964 noch einmal Helene Altenwyl und Stella, am Schauspielhaus Zürich übernahm sie 1964 die Titelrolle in Elektra von Jean Giraudoux. 1996 spielte sie unter der Regie von Felix Dvorak, bei den Komödienspielen Mödling „Arsen und alte Spitzen“. 2001 war sie nach zwölf Jahren Spielpause im Theater in der Josefstadt als Tante Fini in Mihuras Katzenzungen zu sehen.
Bei ihren seltenen Ausflügen ins Synchronstudio lieh sie unter anderem ihrer Kollegin Grace Kelly in Der Schwan und Die oberen Zehntausend die deutsche Stimme.
Schmid war mit dem Schauspieler, Regisseur und Theaterleiter Rudolf Steinboeck verheiratet. Ihre letzte Ruhestätte befindet sich am Neustifter Friedhof im Wiener Stadtteil Neustift am Walde.

## Filmografie
- 1948: Der Prozeß
- 1948: Das andere Leben
- 1950: Der Seelenbräu
- 1950: Ein Lächeln im Sturm
- 1951: Verträumte Tage (Statist: Helmut Dietl[1])
- 1952: Ich heiße Niki
- 1953: Die Regimentstochter
- 1953: Franz Schubert – Ein Leben in zwei Sätzen
- 1960: Don Carlos
- 1966: Der Fall Bohr (TV)
- 1971: Der junge Baron Neuhaus

## Auszeichnungen
- Österreichisches Ehrenkreuz für Wissenschaft und Kunst (1977)
- Ehrenmedaille der Bundeshauptstadt Wien in Silber (1982)
- Kammerschauspielerin